# NK Sloga Čakovec
Nogometni klub Sloga Čakovec hrvatski je nogometni klub iz Čakovca. Osnovan je 1931. godine.
Trenutačno se natječe u 1. ŽNL Međimurskoj.

## Vanjske poveznice
- Službena web-stranica
- Profil, HNS Semafor